# Feste romane
 (décembre 2024).
Les Feste Romane (Fêtes romaines) P. 157, sont un poème symphonique composé par Ottorino Respighi en 1928. Il décrit des scènes de la Rome antique et la Rome moderne. Il est considéré comme faisant partie de la Trilogie romaine, avec les Pins de Rome et les Fontaines de Rome, poèmes symphoniques ayant pour thème la ville de Rome. Cette œuvre est la plus longue et la plus exigeante, c'est pourquoi elle est la moins connue de la trilogie. Elle est donc moins souvent programmée par les orchestres que les deux autres.

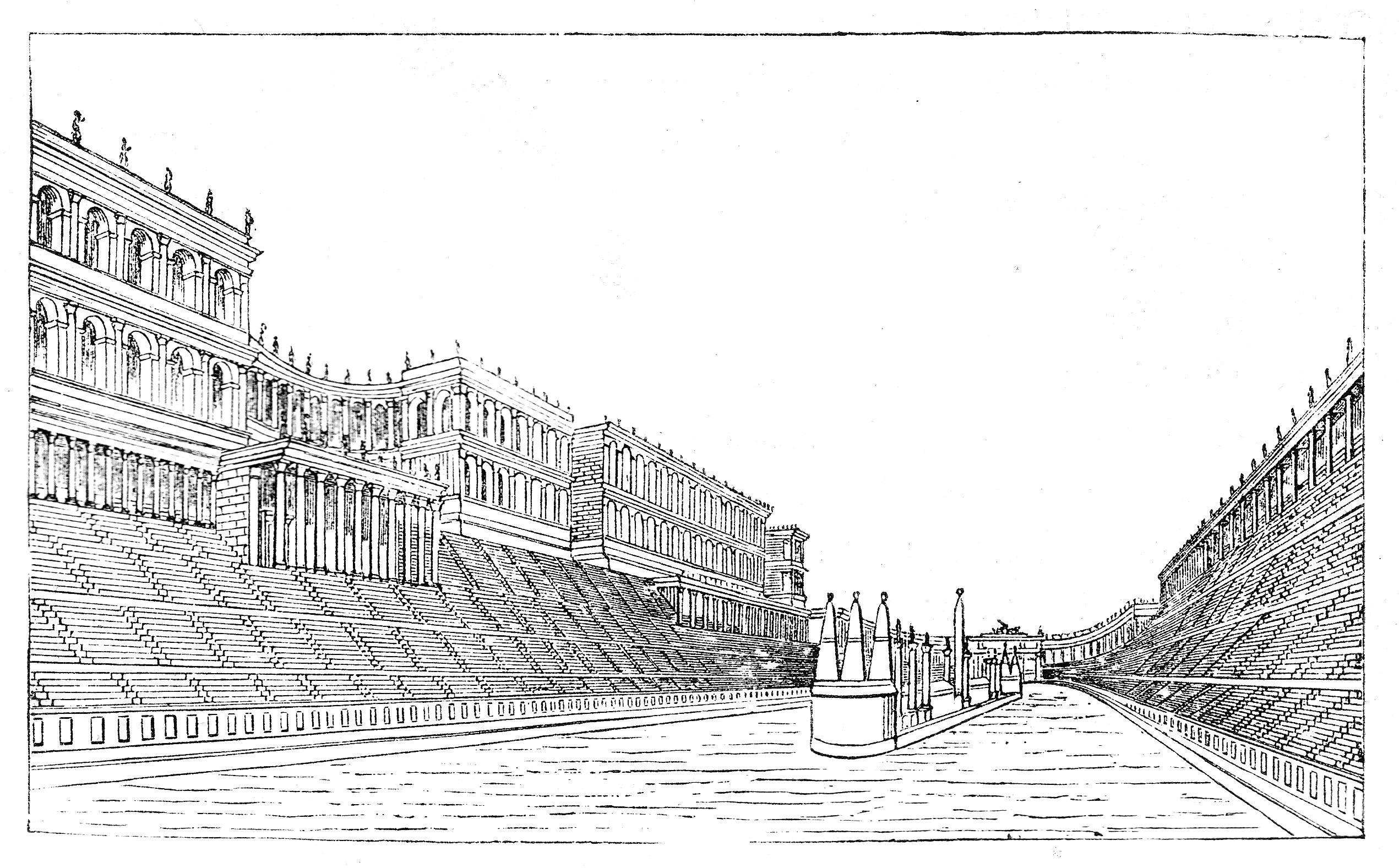
Le Circus Maximus

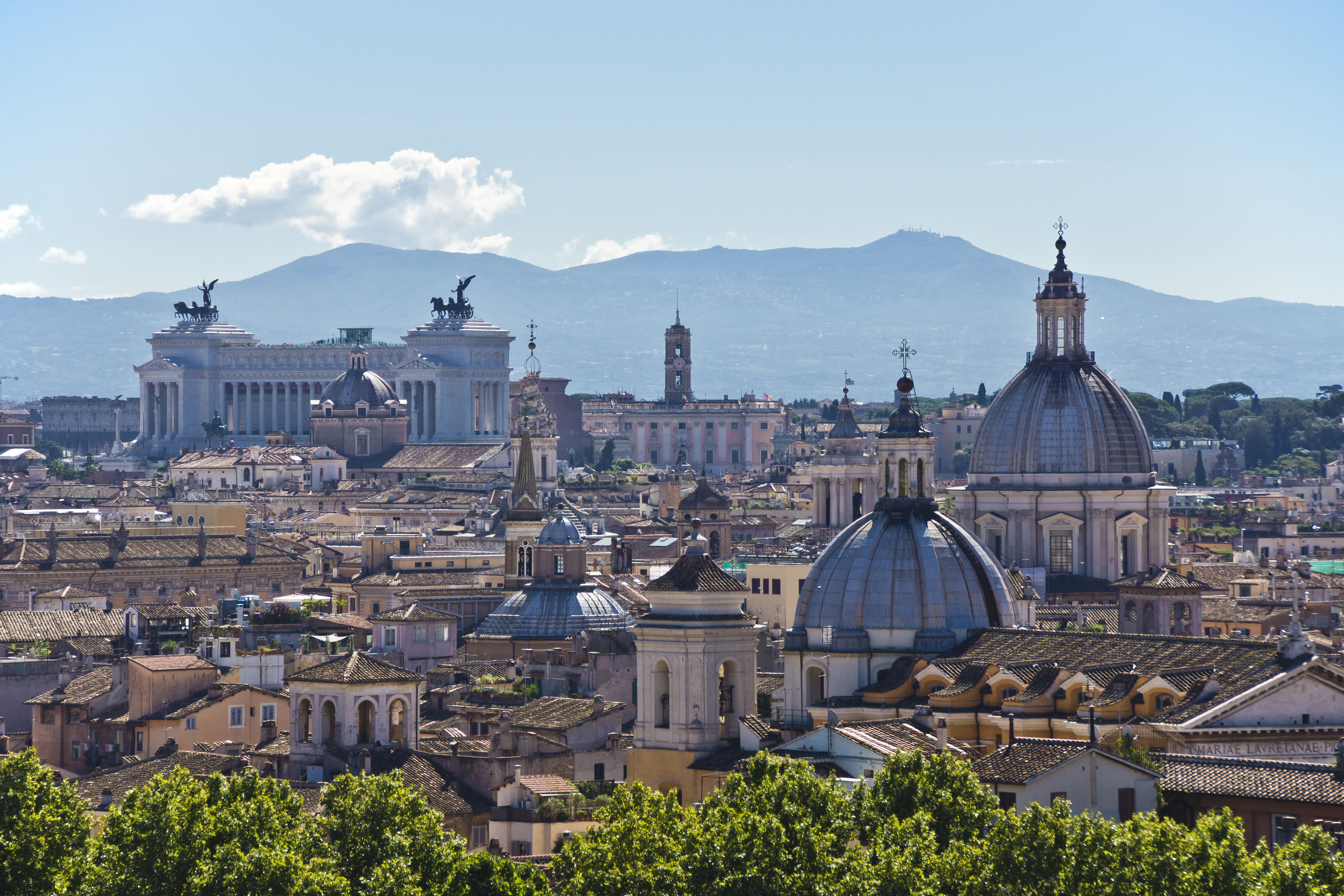
Vue sur Rome

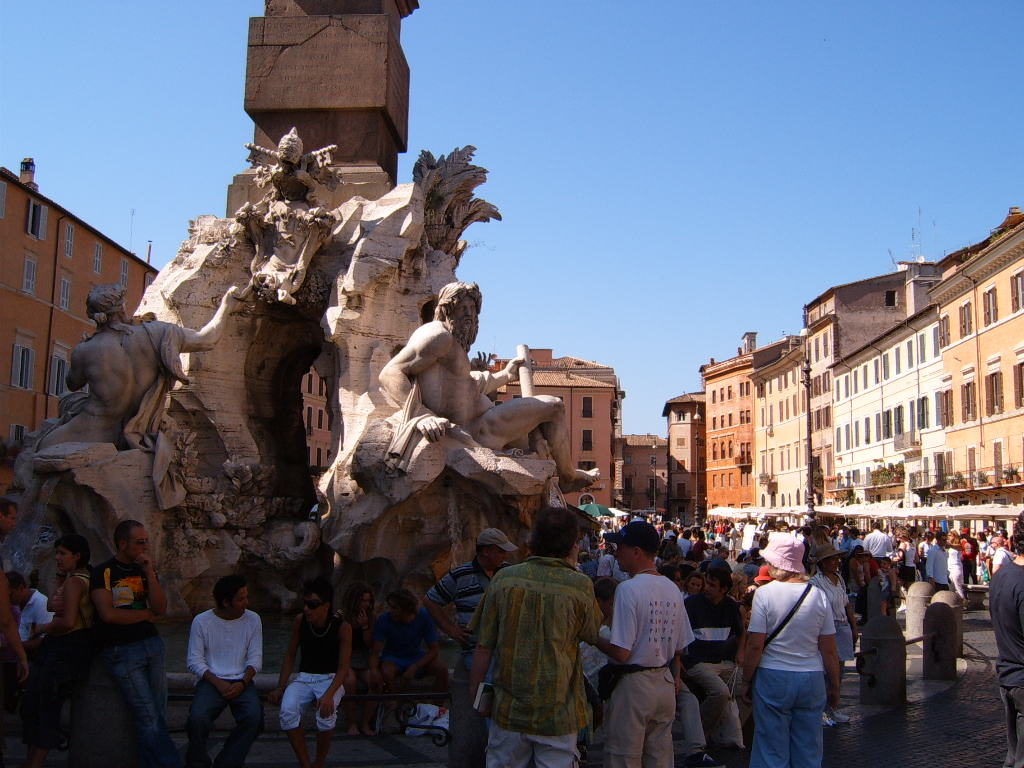
Piazza Navona: Fontaine des Quatre Fleuves

## L'œuvre
Le poème symphonique, comme les deux premiers de la trilogie, est structuré en quatre mouvements:
1. Circenses (Jeux du cirque) - c. 4:30 min
2. Giubileo (Jubilé) - c. 7:15 min
3. l’Ottobrata (Fête d'octobre)- c. 7:40 min
4. la Befana (Épiphanie) - c. 5:30 min.

Le premier mouvement présente le thème d'un spectacle dans une arène dans laquelle des gladiateurs combattent jusqu'à la mort, au son d'une fanfare de buccins. Les cordes et les vents suggèrent le plain-chant des martyrs chrétiens, qui s'oppose aux grognements des bêtes sauvages auxquelles ils sont livrés pour mourir sur la piste du Circus Maximus. Le mouvement se conclut par de violents accords orchestraux, complétés par des pédales d'orgue, pour représenter la fin des martyrs.
Le second mouvement représente le jubilé, la fête du catholicisme qui rassemble les pèlerins de toute la terre chaque vingt-cinq ans. L'approche des pèlerins vers Rome est illustré par la vision du panorama à couper le souffle que l'on peut admirer à partir du Monte Mario et au son des cloches.
Le troisième mouvement (Fête d'octobre) représente la récolte et la chasse dans la campagne près de Rome. Le solo du cor anglais évoque la récolte pendant que dans le fond, les cors rappellent la chasse, citant des fanfares de vénerie encore jouées actuellement en France dans les concours de trompe de chasse ("Le Bonsoir", par exemple, cf. recueil Fédération Internationale des Trompes de France (FITF) des fanfares à connaître pour participer aux concours de sonneurs de trompe de chasse). Saurez-vous les reconnaître ?  On entend le son des cloches et une sérénade amoureuse est jouée par la mandoline.
Le mouvement final se passe sur la Piazza Navona. Le son des trompettes évoque la clameur des chants et des danses romaines, y compris le déplacement d'un fêtard ivre représenté par un trombone ténor soliste.

## Les interprétations de Toscanini
Arturo Toscanini et l'Orchestre philharmonique de New York ont effectué la création au Carnegie Hall le 21 février 1929, . Toscanini a enregistré ensuite l'œuvre avec l'Orchestre de Philadelphie en 1942 pour la RCA Victor. Il l'a enregistrée à nouveau avec l'Orchestre symphonique de la NBC au Carnegie Hall en 1949, toujours pour la RCA. Les deux enregistrements sont distribués par LP et CD. L'exécution de 1949 a dépassé toutes les limites de l'équipement d'enregistrement de l'époque : en effet Toscanini a longtemps insisté auprès des ingénieurs du son, afin de capter toute la dynamique de la musique, en particulier dans les premier et dernier mouvements.

## Instrumentation
Feste Romane est écrit pour un grand orchestre symphonique composé de:
| Instrumentation des Fêtes romaines |
| Cordes |
| premiers violons, seconds violons, altos, violoncelles, contrebasses, 1 mandoline |
| Bois |
| 2 flûtes, dont une jouant du piccolo 2 hautbois, 1 cor anglais 2 clarinettes en si bémol et en la, 1 petite clarinette en ré, clarinette basse en si bémol et en la 2 bassons 1 contre-basson |
| Cuivres |
| 4 cors en fa, 2 trompettes en si bémol et la, 2 trombones, 1 trombone basse 1 tuba, 3 buccins en si bémol                                                                                     |
| Percussions |
| timbales, triangle, cymbales, crécelle, caisse claire,tambour,tam-tam, glockenspiel, xylophone, carillon tubulaire, grosse caisse, wood-block                                                 |
| Claviers |
| piano à 2 et 4 mains, orgue |

## Arrangements
Cette œuvre a été transcrite (dans la tonalité d'origine) pour la United States Marine Band par Don Patterson en 2010.
Cette transcription a été enregistrée sur le CD Feste, dirigée par Michael J. Colburn (en).

## Utilisations extérieures
- Le début du premier mouvement est utilisé par Jean Yanne et Jacques Martin comme générique de leur émission "Un égal trois" en 1964, supprimée rapidement des programmes de la RTF par le ministère de l'Information.